# Santandérisme
Le santandérisme est une idéologie politique colombienne, théoriquement fondée sur la vie et l'œuvre du général Francisco de Paula Santander. Avec le bolivarisme, elle est le principal courant historico-politique en Colombie. Elle est fondée sur le modèle de la république fédérale et les courants anticléricaux, progressistes, humanistes et libéraux. Elle est cataloguée comme de centre droit. 
Les idéaux du santandérisme sont à l'origine de la formation du Parti libéral colombien (aujourd'hui de centre gauche), mais ont été repris en partie par le Parti conservateur colombien (issu du bolivarisme), le Parti de la U et le parti Changement radical.

## Idéologie

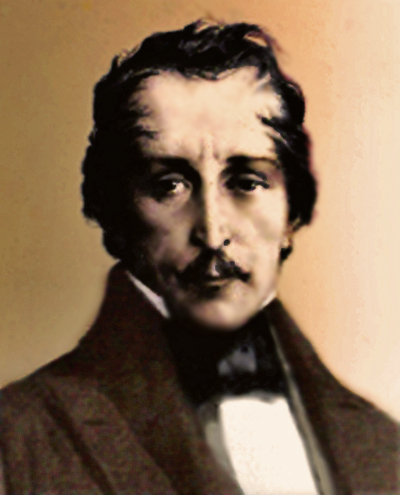
Le général Francisco de Paula Santander, inspirateur du santandérisme.

Les idées santandéristes principales sur les plans socio-politiques et politico-économiques sont : 
- le fédéralisme comme moyen de défense de la liberté du peuple de Nouvelle-Grenade,
- la défense de la liberté de culte par la séparation de l'Église et de l'État,
- la défense du libre commerce et de la propriété privée,
- la défense de l'égalité des droits et devoirs de tous les citoyens sans prise en compte du statut social, de la religion, de l'origine ethnique.
- la promotion de l'éducation publique comme moyen d'élévation dans la société des classes les plus défavorisées,
- l'abolition de l'esclavage,
- la défense du gouvernement civil,
- l'abolition de l'impôt sur le travail,
- la défense de la social-démocratie.

## Santandérisme (libéralisme) contre bolivarisme (conservatisme)
Durant l'époque de la Grande Colombie, dans le district de Nouvelle-Grenade, se déroulent des disputes entre bolivaristes et santandéristes, les premiers partisans souhaitant un gouvernement fort et les seconds prenant parti du fédéralisme et de la social-démocratie.
Ces divergences seront en grande partie la cause de la guerre des Suprêmes, guerre civile que connut le pays entre 1839 et 1841.
Le 16 juillet 1848 (huit ans après la mort du général Santander), le politicien santandériste Ezequiel Rojas (es) fonde le premier programme libéral, appliqué par le général José Hilario López. Cette date est par conséquent considérée comme l'acte fondateur du parti libéral colombien. Celui-ci est créé en tant qu'organisation politique fédéraliste, social-démocrate et anticléricale, ce qui l'oppose directement au parti conservateur colombien (issu du bolivarisme) centraliste, traditionaliste et autoritariste.
De nombreux conflits naîtront de cette opposition, embrasant le pays régulièrement. Les idées conservatrices garderont plus ou moins le dessus jusqu'en 1853, date où le fédéralisme inspire une nouvelle constitution. Il s'ensuivra l'avènement de la Confédération grenadine en 1858, puis des États-Unis de Colombie en 1863, sans que les conflits ne s'apaisent pour autant. Les conservateurs reprendront la main avec la politique de Regeneración de Rafael Nuñez et la constitution de 1886 qui fonde la République de Colombie.

## Groupes ou personnalités se réclamant du santandérisme
Il n'y a qu'en Colombie que des groupes se réclament héritiers du général Francisco de Paula Santander. Il s'agit principalement du parti libéral, bien qu'il ait pris un virage à gauche et ait réinterprété les idées de Simón Bolívar pour les adapter au socialisme. 
Les autres mouvements sont les partis issu de la séparation de l'aile droite du parti libéral, tels le parti de la U et Cambio Radical, ainsi que le parti conservateur qui l'associe à l'image de Bolívar.